# ويليام من مونفيراتو
ويليام من مونفيراتو ((بالإنجليزية: William of Montferrat, Count of Jaffa and Ascalon)‏ ولد1 يناير 1150 - توفي1 يناير 1177)، كان كونت يافا وعسقلان والزوج الأولى لسيبيلا ووالد الملك بلدوين الخامس.